# Cophyla occultans
Cophyla occultans is een kikker uit de familie smalbekkikkers (Microhylidae). De soort werd voor het eerst wetenschappelijk beschreven door Frank Glaw en Miguel Vences in 1992. De soort behoort tot het geslacht Cophyla.

## Uiterlijke kenmerken
Cophyla occultans heeft een lengte van 18 tot 21 millimeter.

## Leefgebied
De kikker is endemisch in Madagaskar. De soort komt voor in het noordoosten van het eiland en leeft op een hoogte van tot de 1200 meter boven zeeniveau. De soort komt ook voor op het eiland Nosy Be.

## Synoniemen
- Platypelis occultans Glaw & Vences, 1992